# Sârbii din Ungaria
Sârbii din Ungaria (în maghiară Magyarországi szerbek, în sârbă Срби у Мађарској, cu alfabetul latin: Srbi u Mađarskoj) sunt un grup etnic minoritar din Ungaria. Conform recensământului din 2011, 7.210 persoane adică 0,1% din populația Ungariei s-au declarat de etnie sârbă.

## Istorie

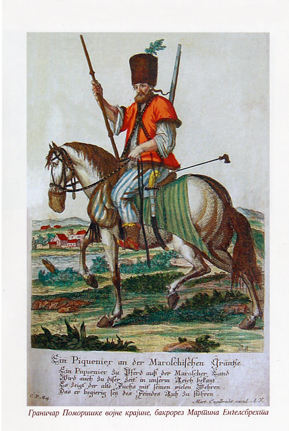
Grănicer sârb de pe Mureș, secolul al XVIII-lea

Prezența sârbilor pe teritoriul Ungariei este înregistrată încă din perioada domniei lui Géza al II-lea. Începând cu secolul al XIV-lea a început un val de refugiați sârbi din teritoriul Imperiului Otoman. După Bătălia de la Mohács (1526) Ungaria centrală este cucerită de turci, iar în unele cetăți părăsite de maghiari și germani se stabilesc sârbi. Este notabil faptul că mare parte a armatei otomane de pe teritoriul Ungariei era alcătuită din sârbi și bosniaci. În timpul războaielor dintre Imperiul Habsburgic și turci un nou val de sârbi s-au refugiat în Ungaria stabilindu-se în orașe părăsite de maghiari și germani precum: Buda, Pécs, Szeged, unde au majorat pentru o scurtă perioadă de timp. Sârbii s-au concentrat în partea sudică a Ungariei Medievale adică în regiunea Voivodina. După Tratatul de la Trianon zonele Ungariei locuite de slavi sudici au fost alipite Iugoslavie.Cu toate că rămăseseră puțini slavi sudici după granița post-trianonică, după Războiul româno-ungar din 1919 Iugoslavia a anexat pentru scurt timp partea sudică a Ungariei proclamând Republica Baranya-Baja. Puțini sârbi au rămas în Ungaria, majoritatea emigrând cu timpul în Serbia.

## Demografie
Sârbii din Ungaria pot fi împărțiți în două comunități, cei din sudul Ungariei lângă granița cu Serbia și cei din centrul Ungariei. După tratatul de la Trianon numărul lor a început să scadă constant deoarece mulți emigrau în Serbia. În prezent sârbii nu sunt majoritari în nicio localitate din Ungaria însă sunt o minoritate importantă în localitățile : Lórév(37.53%), Szigetcsép(4.37%) și în orașul Tököl(1.22%).

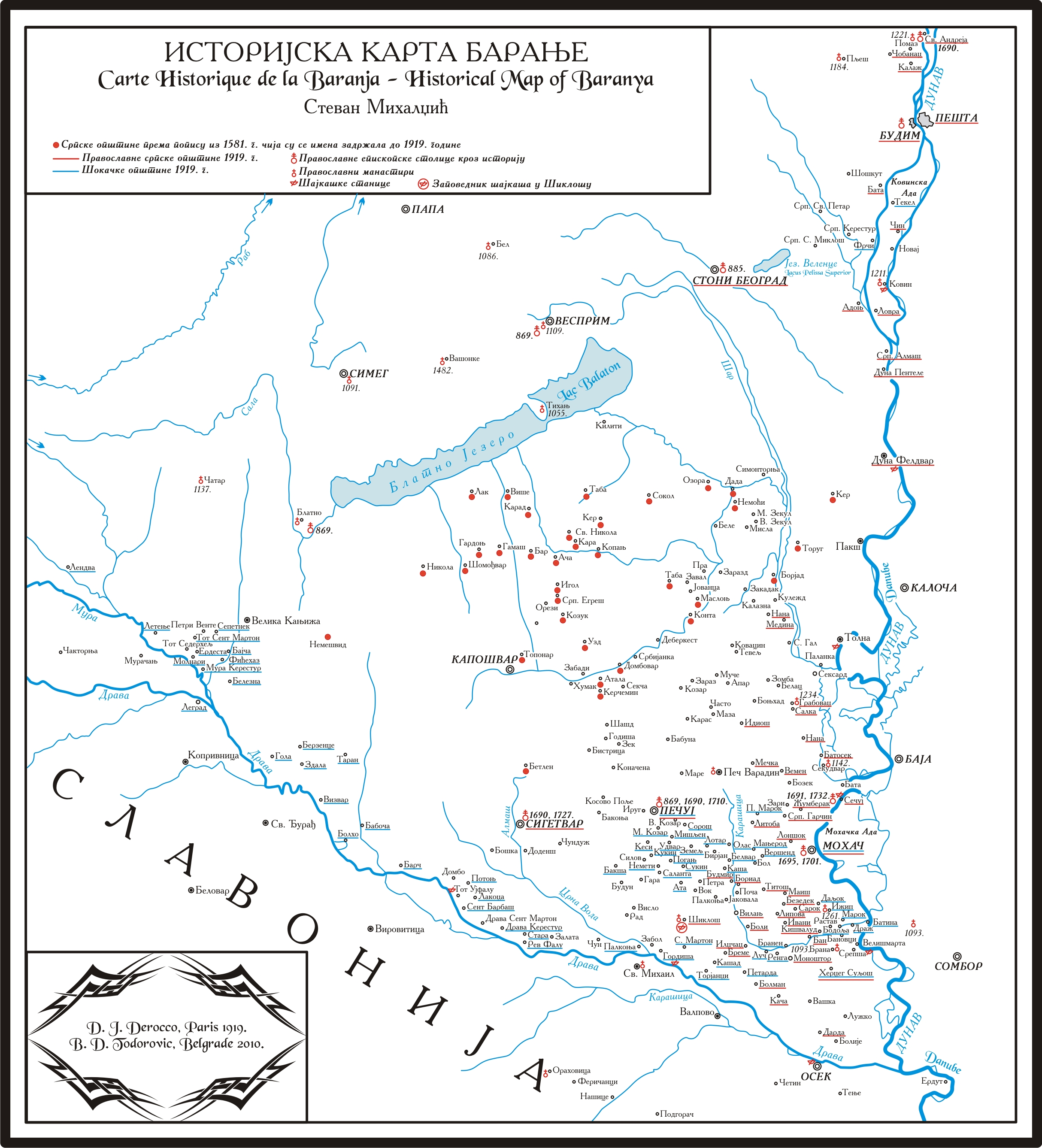
Harta localităților sârbești din Baranya secolul XVI

| Evoluția numărului sârbilor.                                                    | Evoluția numărului sârbilor. | Evoluția numărului sârbilor. |
| An                                                                              | Populație                    | Limbă maternă                |
| ------------------------------------------------------------------------------- | ---------------------------- | ---------------------------- |
| 1910                                                                            |                              | 26248                        |
| 1920                                                                            |                              | 17132                        |
| 1930                                                                            |                              | 7031                         |
| 1941                                                                            | 3629                         | 5442                         |
| 1970                                                                            |                              | 11177                        |
| 1980                                                                            | 2805                         | 3426                         |
| 1990                                                                            | 2905                         | 2953                         |
| 2001                                                                            | 3816                         | 3388                         |
| Sursa: Recensământul din 2001 Arhivat în 20 decembrie 2007, la Wayback Machine. |                              |                              |

| Numărul sârbilor din subdiviziunile administrative ale Ungariei                 | Numărul sârbilor din subdiviziunile administrative ale Ungariei | Numărul sârbilor din subdiviziunile administrative ale Ungariei | Numărul sârbilor din subdiviziunile administrative ale Ungariei | Numărul sârbilor din subdiviziunile administrative ale Ungariei | Numărul sârbilor din subdiviziunile administrative ale Ungariei | Numărul sârbilor din subdiviziunile administrative ale Ungariei | Numărul sârbilor din subdiviziunile administrative ale Ungariei |
| Numele Județului                                                                | Populație                                                       | Numele Județului                                                | Populație                                                       | Numele Județului                                                | Populație                                                       | Numele Județului                                                | Populație                                                       |
| ------------------------------------------------------------------------------- | --------------------------------------------------------------- | --------------------------------------------------------------- | --------------------------------------------------------------- | --------------------------------------------------------------- | --------------------------------------------------------------- | --------------------------------------------------------------- | --------------------------------------------------------------- |
| Budapesta                                                                       | 996                                                             | Județul Csongrád                                                | 580                                                             | Județul Jász-Nagykun-Szolnok                                    | 16                                                              | Județul Szabolcs-Szatmár-Bereg                                  | 12                                                              |
| Județul Bács-Kiskun                                                             | 307                                                             | Județul Fejér                                                   | 69                                                              | Județul Komárom-Esztergom                                       | 28                                                              | Județul Tolna                                                   | 82                                                              |
| Județul Baranya                                                                 | 324                                                             | Județul Győr-Moson-Sopron                                       | 36                                                              | Județul Nógrád                                                  | 3                                                               | Județul Vas                                                     | 11                                                              |
| Județul Békés                                                                   | 316                                                             | Județul Hajdú-Bihar                                             | 16                                                              | Județul Pest                                                    | 884                                                             | Județul Veszprém                                                | 22                                                              |
| Județul Borsod-Abaúj-Zemplén                                                    | 18                                                              | Județul Heves                                                   | 7                                                               | Județul Somogy                                                  | 74                                                              | Județul Zala                                                    | 18                                                              |
| Sursa: Recensământul din 2001 Arhivat în 20 decembrie 2007, la Wayback Machine. |                                                                 |                                                                 |                                                                 |                                                                 |                                                                 |                                                                 |                                                                 |

## Religie
Sârbii din Ungaria sunt în marea lor majoritate creștini ortodocși și țin de Eparhia de Buda a Bisericii Ortodoxe Sârbe, cu sediul la Szentendre.

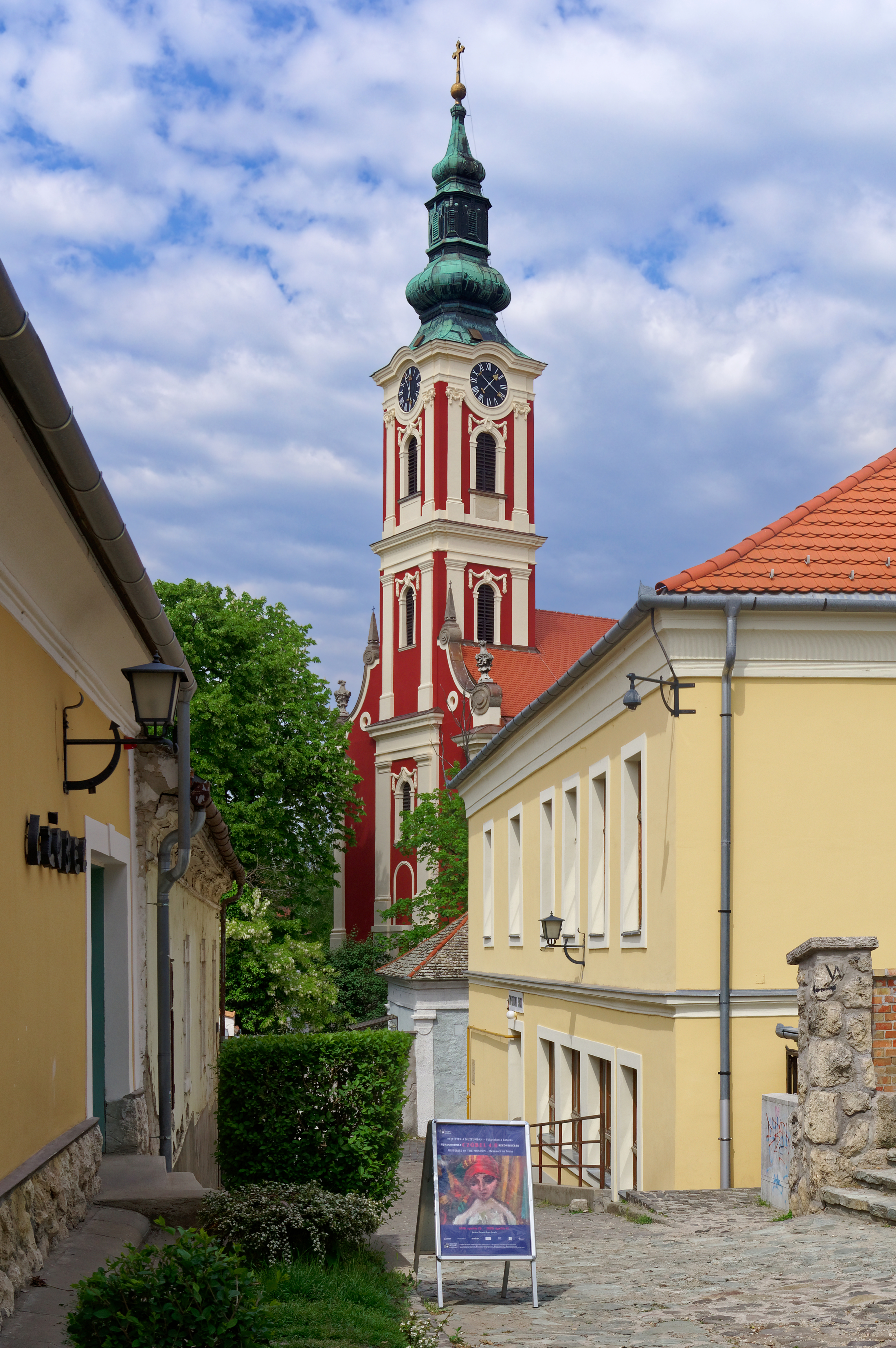
Catedrala din Szentendre
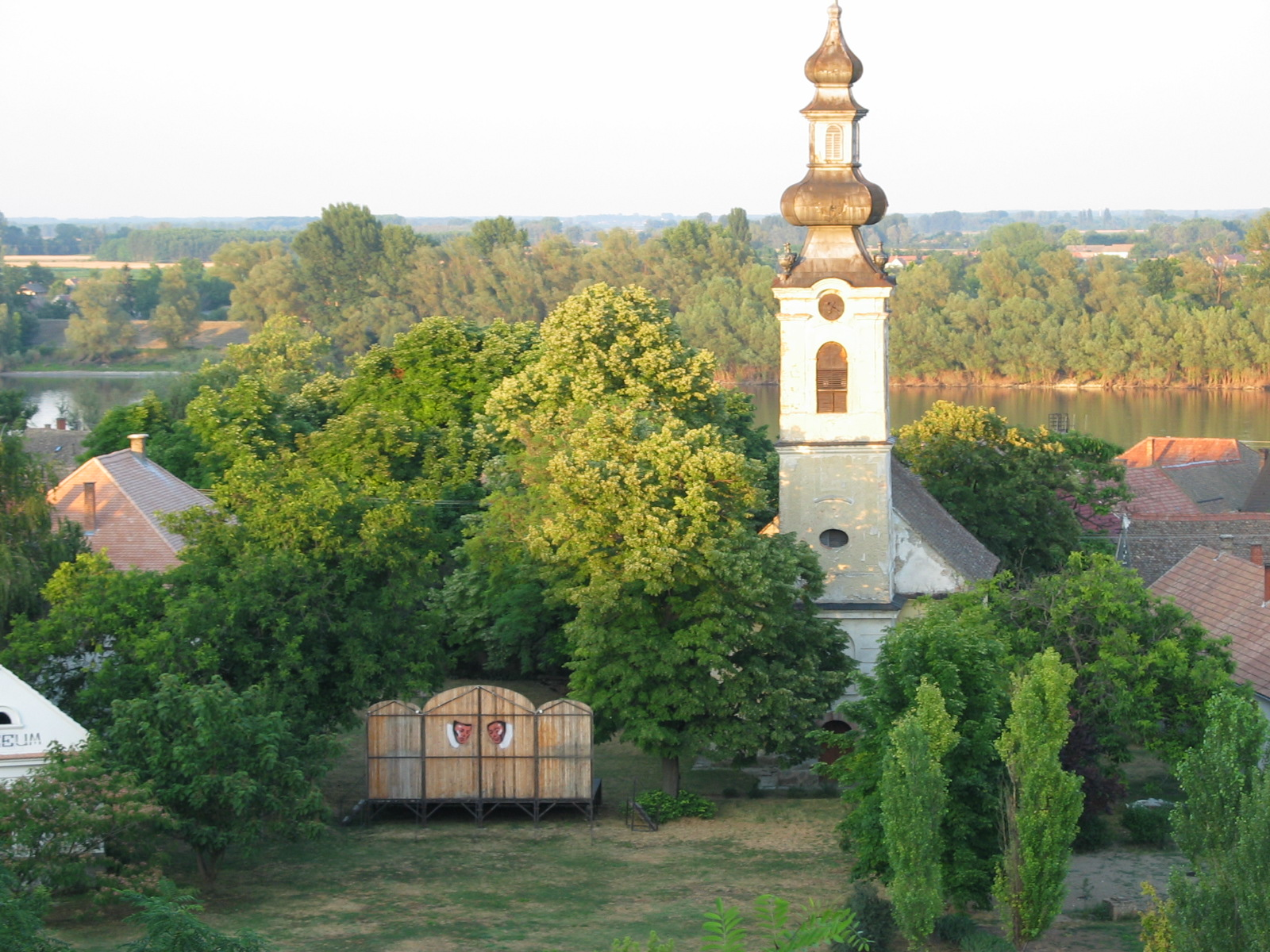
Biserica sârbă din Dunaszekcső
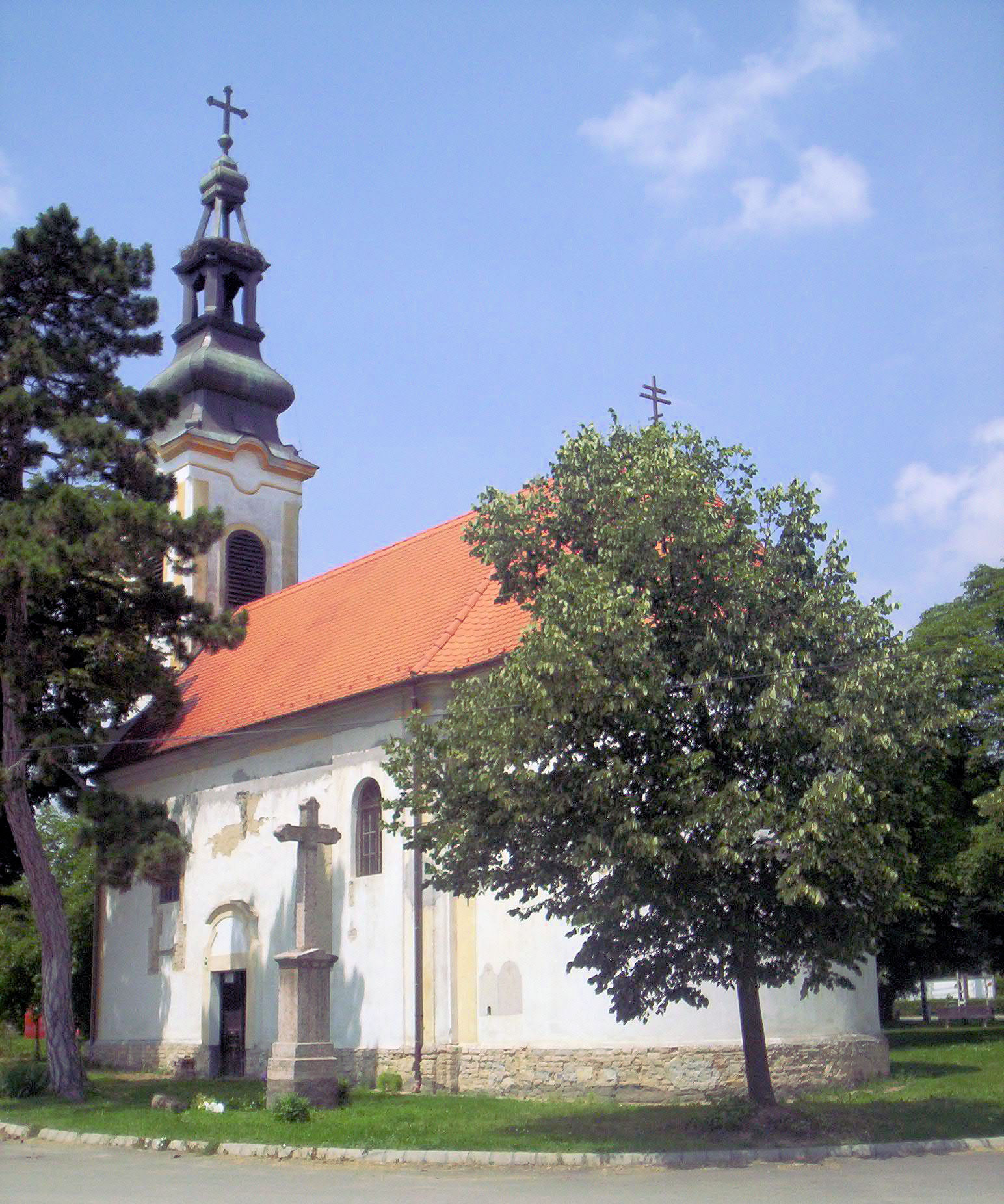
Biserica sârbă din Majs
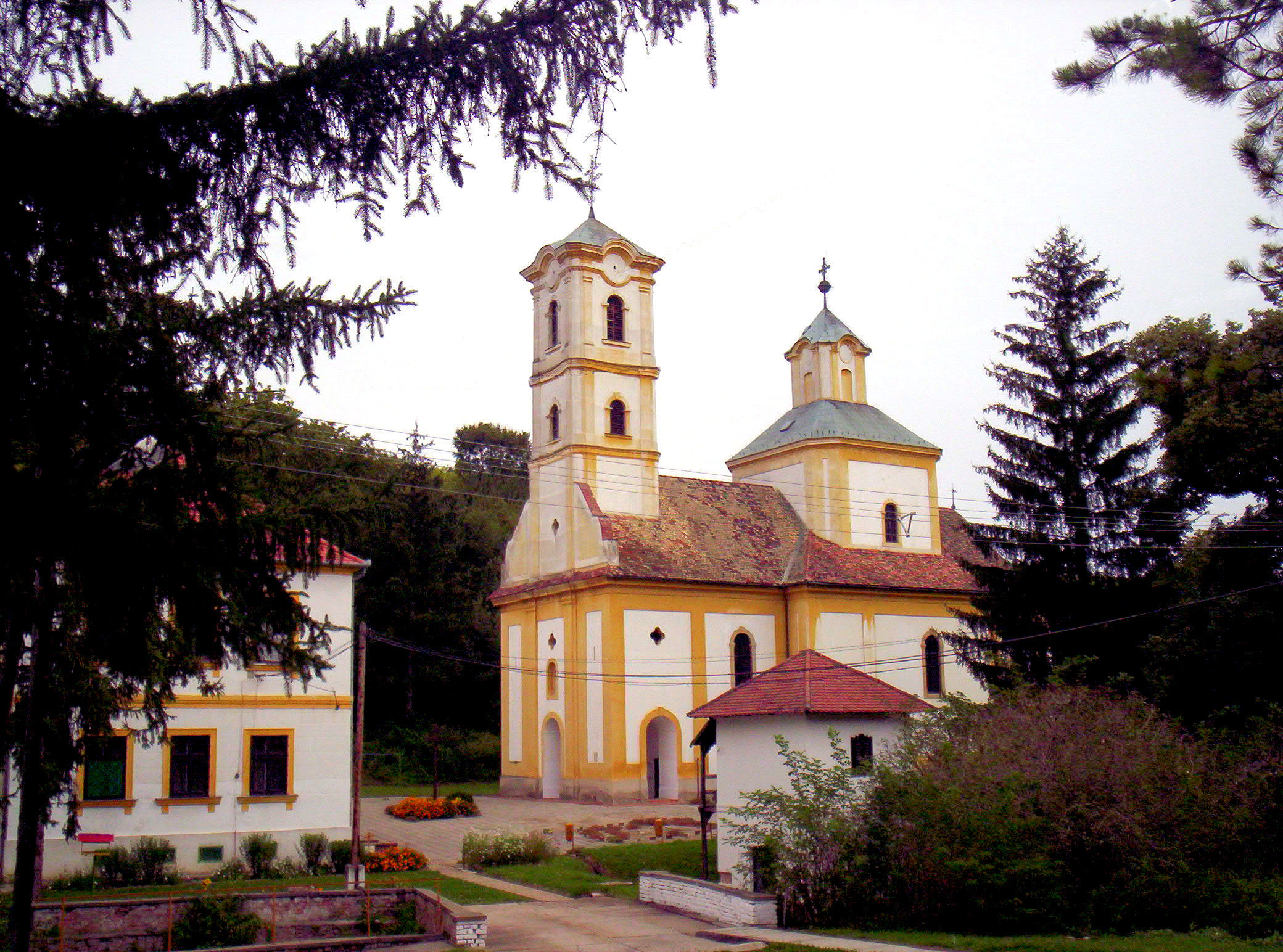
Biserica sârbă din Grábóc monostor
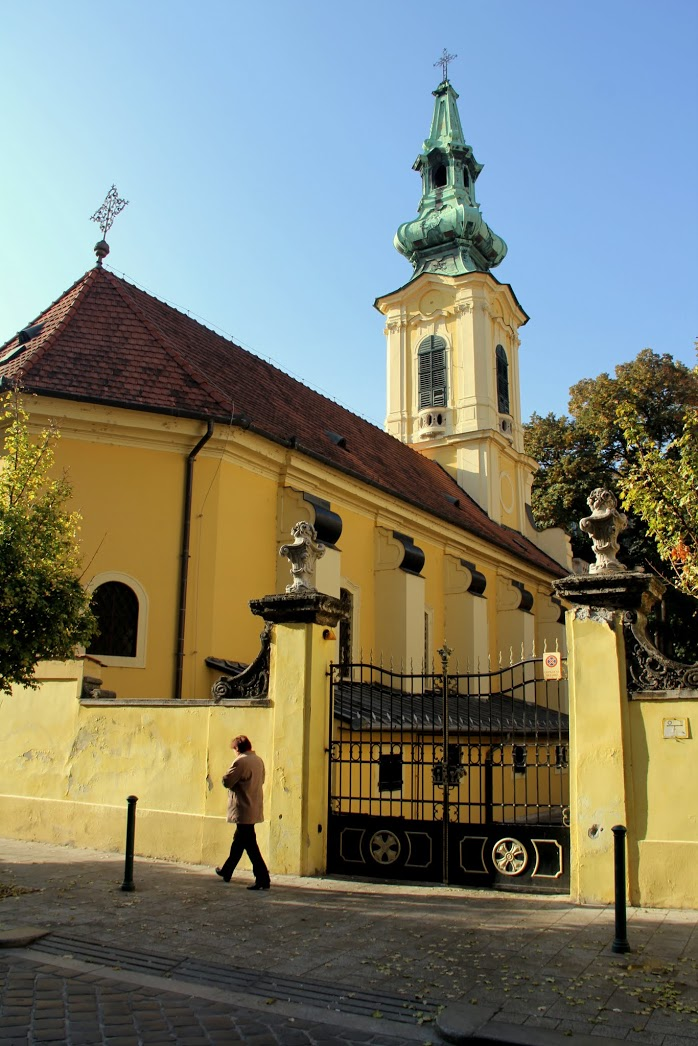
Biserica ortodoxă sârbă din Budapesta⁠(de)[traduceți]
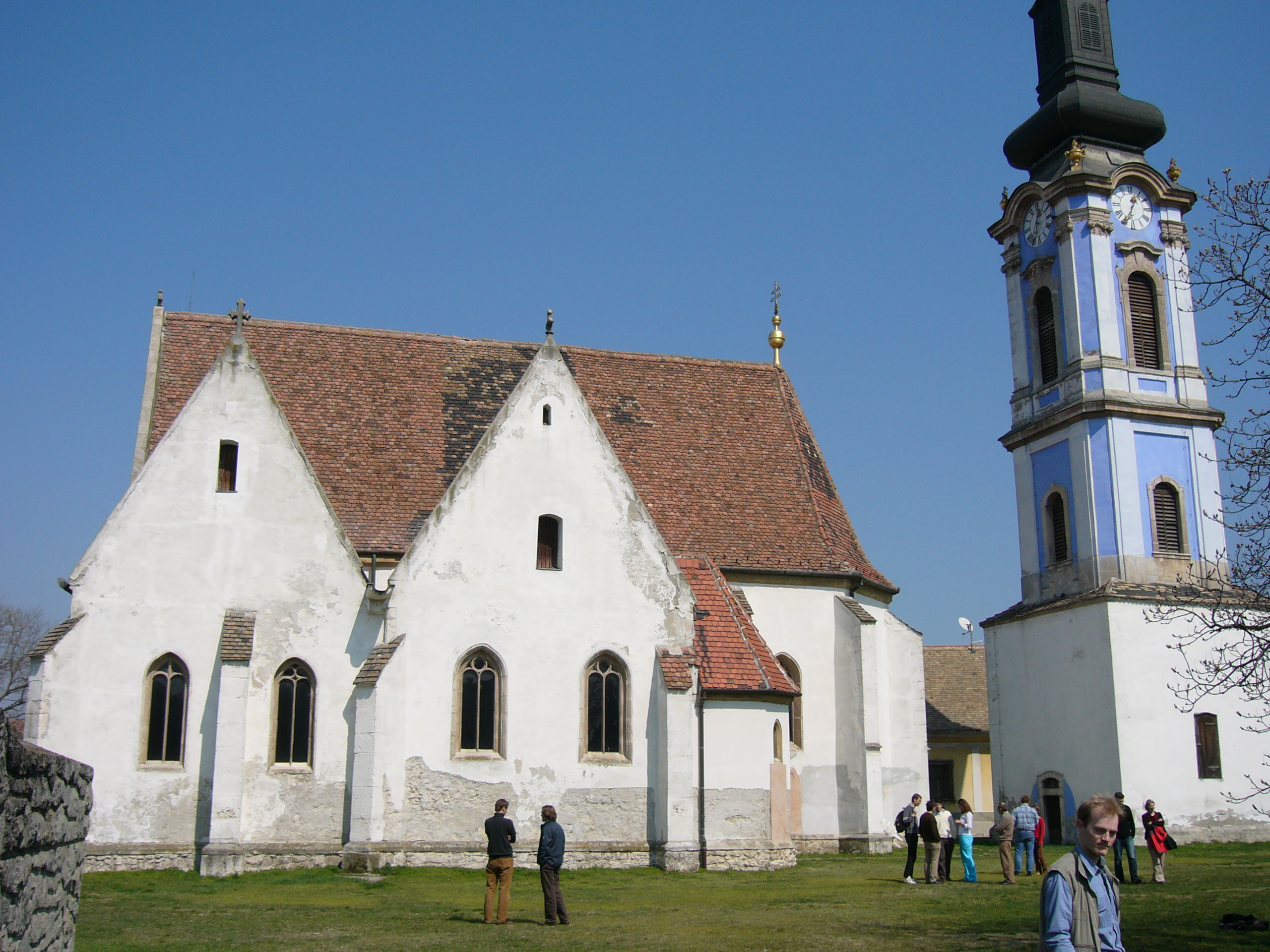
Biserica sârbă din Ráckeve construită în 1487

## Limbă

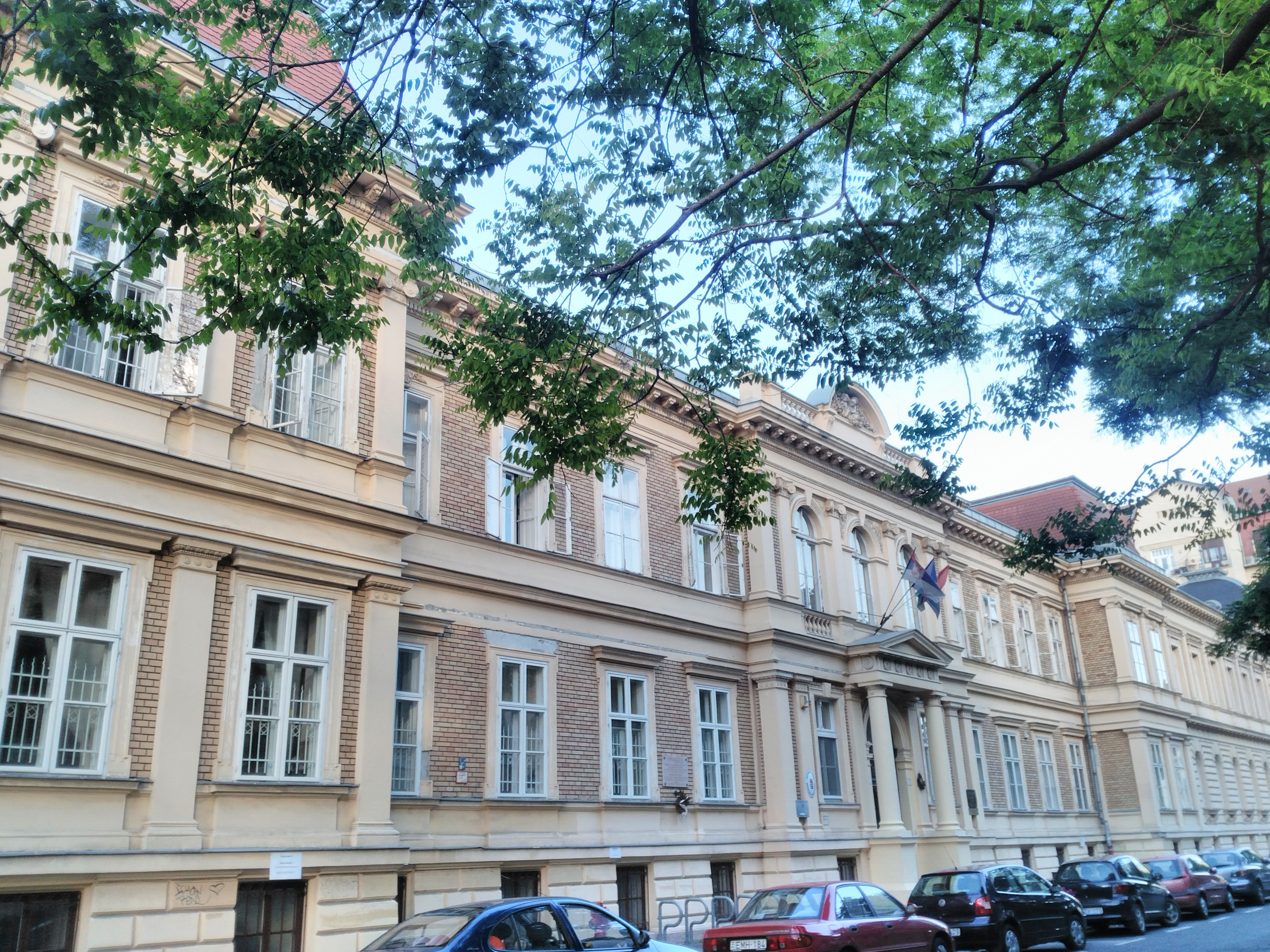
Liceul Nikola Tesla din Budapesta

Sârbii din Ungaria pot fi considerați bilingvi deoarece vorbesc atât limba maghiară cât și Limba sârbă. Ei vorbesc același dialect pe care îl vorbesc sârbii din Voivodina cu scriere în alfabet latin, însă se simte o influență maghiară mult mai puternică.
- Limba sârbă este una dintre cele 6 limbi minoritare recunoscute din Ungaria.
- În Ungaria există 5 școli care au secții generale cu predare în limba sârbă și Liceul Nikola Tesla din Budapesta.
- Un număr mare de cetățeni maghiari de etnie maghiară ce au emigrat în Ungaria din Serbia și Croația mai vorbesc sârba.

## Cultură
Cele mai importante instituții culturale și științifice sârbești din Ungaria sunt : 
- Editura IZDAN
- Biblioteca națională sârbă din Ungaria
- Teatrul sârb Joakim Vujić
- Fundația Miloš Crnjanski
- Fundația Jakov Ignjatović
- Tökölyanum

Ansambluri de dans popular sârb: 
- Banat (Deszk)
- Lórévi tánccsoport (Lórév)
- Opanke (Pomáz),
- Sarenac (Medina),
- Taban (Budapest),
- Veseli Santovčani (Hercegszántó).

## Personalități

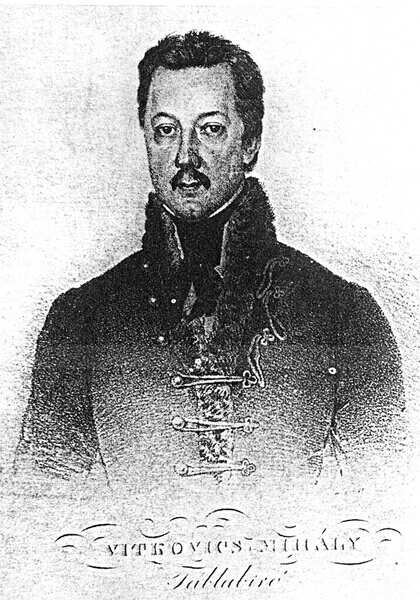
Mihály Vitkovics (Mihailo Vitković)

Personalități de origine sârbă sau maghiari cu descendență sârbă din Ungaria:
- Jovan Avakumović (1748 — 1810), poet născut în Szentendre.
- Miloš Crnjanski (1893-1977), poet, scriitor și diplomat Sârb, născut în Csongrád.
- János Damjanich (1804-1849), general al armatei maghiare în Revoluția Maghiară din 1848 . Damjanić este o persoană controversată; Fiind sârb a condus armata ce a luptat împotriva propriului său popor în timpul revoluției. După înfrângerea revoluției din 1849, el a fost decapitat alături de alți 12 generali maghiari. Prin urmare, Maghiarii îl consideră pe Damjanić un erou național, în timp ce sârbii i-au dat porecla љута гуја, српска издајица (ljuta guja, srpskа izdajica; i.t. "Un șape veninos, trădătorul sârbilor").
- Petar Dobrović (1890-1942), pictor, politician, și președintele Republicii Baranya-Baja.
- Katarina Ivanović (1817-1882), pictoriță sârbă, ce a trăit în Ungaria.
- Soma Orlai Petrich (1822-1880), pictor maghiar a cărui tată era de origine sârbă.
- Konstantin Danil, Pictor maghiar cu descendență sârbo-rusă.
- Jakov Ignjatović (1822-1899), nuvelist și scriitor sârb, născut în Szentendre.
- Radovan Jelašić (născut în 1968 în Baja), Guvernatorul Băncii Naționale din Serbia.
- Vincențiu Ioanovici (1698-1737), episcop ortodox sârb al Episcopiei Aradului între 1726-1731, iar între anii 1731-1737 ales mitropolit de Belgrad-Carloviț.
- Ignac Martinovics(1755-1795), filozof, aventurier politic, lider al mișcării Iacobine din Ungaria, născut în Pesta.
- Jovan Pačić (1771-1849),poet, născut în Baja.
- Sándor Petőfi (Aleksandar Petrović) (1823-1849),poetul național al Ungariei, (cu toate că el se considera maghiar și a luptat pentru Ungaria în revoluția din 1848, tatăl său, Stevan Petrović, era de origine sârbă).
- Zorán Sztevanovity, cântăreț, chitarist.
- Döme Sztójay(1883 – 1946), soldat și diplomat maghiar de origine sârbă, a fost primu-ministru al Ungariei în Al Doilea Război Mondial.
- Sava Tekelija(1761–1842), primul doctor sârb, președinte al Matica Srpska, filantrop, nobil, și comerciant.
- Mihály Vitkovics (1778-1829), poet maghiar și sârb.
- Sebo Vukovics(1811 - 1872), politician maghiar cu descendență sârbă, a fost ministru al justiției în timpul revoluției maghiare din 1848.
- Emil Uzelac, unul dintre primi aviatori.
- Béni Kállay,Un om de stat Sârb cu descendență sârbă.
- Gavrilo Rodić, unul dintre cei mari generali din armata austro-ungară în secolul XIX.
- Jero Bratoljubić în 1730 s-a alăturat regimentului de graniță.
- Mihály Táncsics, un scriitor, profesor, jurnalist și politician maghiar, cu descendență sârbo-slovacă.
- Dragomir Dujmov, poet sârb, născut în Ungaria.

familii nobile sârbești:
- Familia Jakšić
- Familia Bakić